# 于洪站
于洪站是一个沈山线上的铁路车站，位于辽宁省沈阳市于洪区与铁西区交界处。为实现1939年建成的沈山南线和既有沈山北线间互联互通，1944年从沈山南线修建大于联络线，连接北线的大成站。本站原为信号所，后升级为车站。1958年新建于虎线，1966年建成:271,287。
于洪站目前为四等站，目前主要办理列车通过作业、本站接轨专用线取送车作业和小运转列车，不办理客运业务。车站站内设有正线和到发线共11条，衔接裕国、揽军屯、转弯桥、大成四个方向。站内设有通往中国有色（沈阳）冶金机械、中石油于洪油库等单位共22条专用线。